# Barrage Vidraru
Le barrage Vidraru est un barrage hydroélectrique sur la rivière Argeș dans Județ d'Argeș, construit dans le massif des Alpes de Transylvanie en Roumanie. Il s'agit d'un barrage-voûte haut de 166 m et large de 305 m.
Son réservoir est le lac Vidraru, d'un volume de 465 millions de m3. Il se situe sur le tracé de la route Transfăgăraș. 

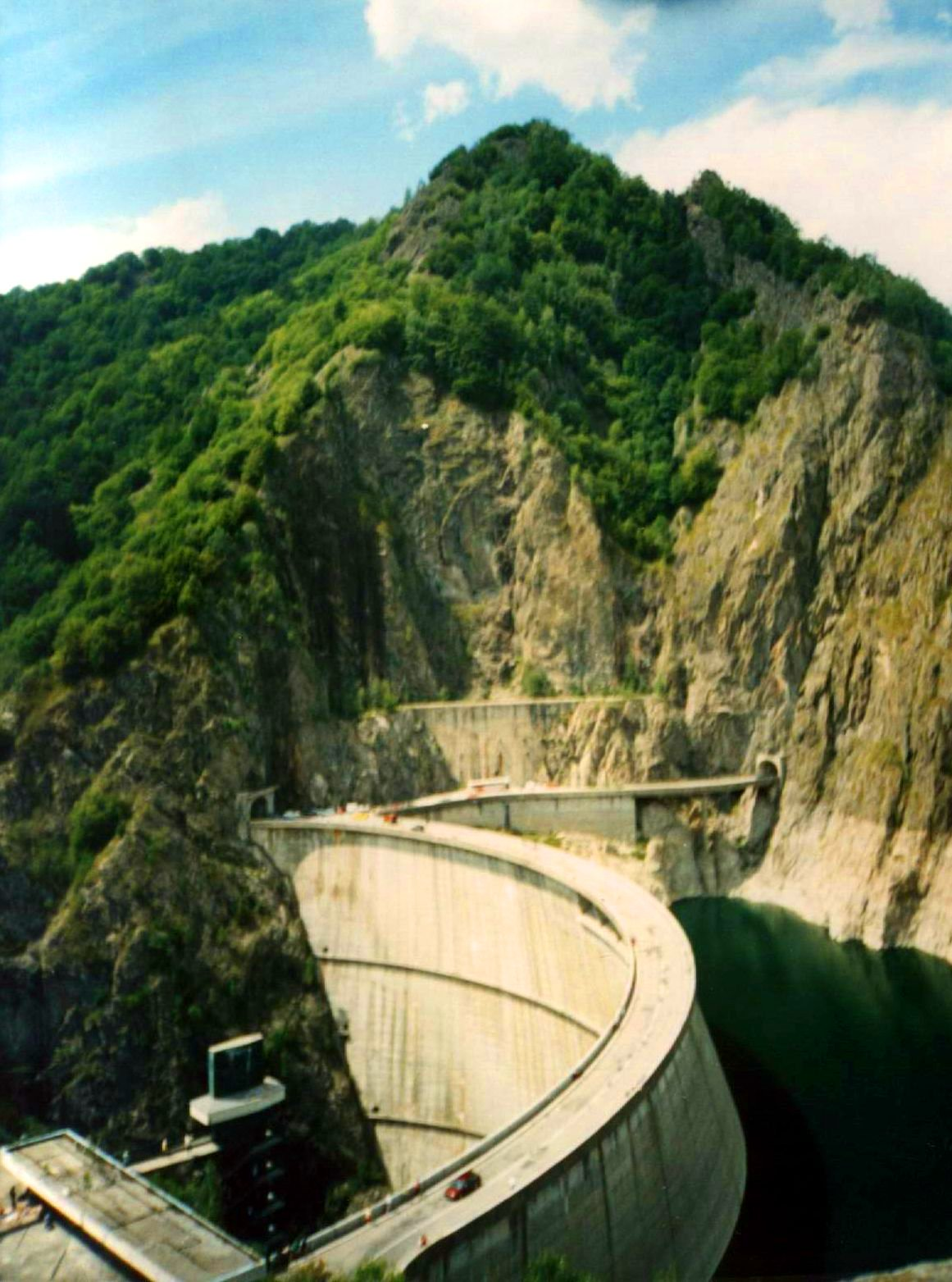
Vue du barrage par l'arrière